# Тракторное самоходное шасси
Тракторное самоходное шасси (часто слово тракторное отбрасывается, разг. — шассик) — серийно выпускаемое транспортное моторизированное средство, выполненное на базе узлов и агрегатов тракторов.
Тракторные самоходные шасси подразделяют на универсальные и специальные.

## Универсальные самоходные шасси
Универсальное самоходное шасси является разновидностью колёсного пропашного трактора.

### Особенности конструкции
От обыкновенного трактора самоходное шасси отличается компоновкой: мотор компактно расположен позади кабины, а перед кабиной находится открытая рама и передний мост. Рама обычно двухбалочная, реже однобалочная. На раму крепится различное навесное сельскохозяйственное или специальное оборудование, в базовой комплектации — кузов-самосвал. Благодаря тому, что оборудование находится перед кабиной, оно хорошо видно и его работой легко управлять. Управление навесными орудиями производится с помощью гидравлической системы. Оборудование для универсального самоходного шасси как правило быстронавешиваемое.
Как правило, значительная часть узлов и деталей самоходного шасси унифицирована с близким по характеристикам колёсным универсально-пропашным трактором.

### Применение
Длинная рама позволяет использовать широкий ассортимент специальных приспособлений и орудий.
Наиболее известные области применения:
В сельском хозяйстве:
- в теплицах и на животноводческих фермах внутри помещений;
- при работе с опрыскивателями;
- при работах с навесными комбайнами (как правило, овощеуборочными);
- на чайных, табачных и ягодных плантациях (специальная модификация с высоким дорожным просветом).

В лесном хозяйстве:
- при работе с лесопосадочными машинами.

В коммунальном хозяйстве и дорожно-ремонтных службах:
- тротуароуборочные и снегоуборочные машины;
- машины для нанесения разметки дорог;
- ремонтные машины с компрессором для пневматических инструментов.
- сварочные агрегаты;

На складах:
- погрузчики;
- подъёмники (модификация с укороченной рамой).

## Производители и модели

### Харьковский завод тракторных самоходных шасси(ХЗТСШ)
Проекты разрабатывались в городе Харькове в специальном конструкторском бюро по тракторным самоходным шасси.
- ДСШ-14; (унифицировано с трактором ДТ-14)
- ДВСШ-16; — от ДСШ-14 отличается установкой более мощного двигателя воздушного охлаждения.
- Т-16, Т-16М, Т-16МГ;
- СШ-28, СШ-28А, СШ-28Т;
- СШ-2540, является дальнейшим развитием модели Т-16. Разработана модификация с улучшенной кабиной, унифицированной с трактором ЮМЗ-6.

### Владимирский моторо-тракторный завод(ВМТЗ, ранее ВТЗ)
- поставлял двигатели для Харьковского завода тракторных самоходных шасси
- ВТЗ-30 СШ, унифицировано с трактором ВТЗ-2О32, выпускается в настоящее время.

### Зарубежные производители
В Германии самоходные шасси массово выпускались на заводе Fendt c 1953 года и Шёнебекском. Первая модель имела двигатель мощностью 12 л. с. и получила широкое признание.
- Fendt F345GT, RS09[нем.] и т. д.

В Болгарии:
- СШ-20, СШ-22 и т. д[1].

## Специальные самоходные шасси
Специальные тракторные самоходные шасси разрабатываются и выпускаются для работы в составе определенных агрегатов. Могут быть как колёсными, так и гусеничными. Оборудование на специальное самоходное шасси навешивается производителем этого оборудования и потребителю поставляется в виде готовой машины.
В СССР в начале 1970-х годов Таганрогским головным конструкторским бюро по комбайнам и самоходным шасси был разработан ряд специальных колёсных самоходных шасси СШ-40, СШ-75 «Таганрожец», СШ-100, СШ-150 с использованием агрегатов тракторов Т-40, МТЗ-80, ДТ-75М, Т-150. Эти шасси предназначались для установки на них различных типов комбайнов. СШ-75 «Таганрожец» было запущено в серийное производств на Таганрогском комбайновом заводе в 1965 году. За семь лет этот завод выпустил 20 714 экземпляров самоходного шасси.
Челябинским тракторным заводом на базе тракторов Т-100, Т-130 и Т-170 выпускались гусеничные самоходное шасси для землеройных машин: каналокопателей, дреноукладчиков, кабелеукладчиков, тракторных кранов и др. У этих шасси существовало несколько модификаций, отличавшихся расположением двигателя и кабины относительно ходовой части: спереди или сбоку.
На базе тракторов Т-150К и К-700 также были созданы самоходные шасси. Для навески машин используется удлиненная задняя полурама.